# Drosophila gouveai
Drosophila gouveai är en tvåvingeart som beskrevs av Tidon-sklorz och Sene 2001. Drosophila gouveai ingår i släktet Drosophila och familjen daggflugor.
Artens utbredningsområde är Brasilien.